# Willem Hamer jr.
Willem Hamer jr. (Amsterdam, 28 februari 1843 - aldaar, 11 september 1913) was een Nederlands architect die enkele markante 19e-eeuwse gebouwen in Amsterdam ontwierp.
Hamer volgde in de voetsporen van zijn grootvader Willem Hamer sr. (1773-1858) en vader Pieter Johannes Hamer (1812-1887), die ook architect waren. Samen met zijn vader ontwierp hij het Vondelparkpaviljoen in Italiaanse renaissancistische stijl. In dit gebouw, in 1881 geopend, was van 1973 tot 2012 het Nederlands Filmmuseum gevestigd.
Tevens ontwierp hij het Hotel de l'Europe in Amsterdam in neo-renaissancestijl. Dit hotel werd in 1896 geopend. Ook het Hotel Suisse aan de Kalverstraat, in 1889 afgebrand, werd door hem herbouwd. In 1983 werd het opnieuw door brand verwoest.
Zowel het Vondelparkpaviljoen als het Hotel de l'Europe zijn aangewezen als rijksmonument. Ook een door hem ontworpen confectie-atelier aan Keizersgracht 440 (1897/98) en een kantoorgebouw aan Leidsestraat 31 (1909/1910) hebben de status van rijksmonument. De door hem voor de Deli Maatschappij ontworpen  pakhuizen Medan, Bindjeij en Laboean aan de Houtmankade zijn in 2003 opgenomen als rijksmonument.
Naast deze "luxe" gebouwen ontwierp hij ook arbeiderswoninkjes zoals aan de Lijnbaansgracht 23-24/Palmstraat 101.

## Galerij

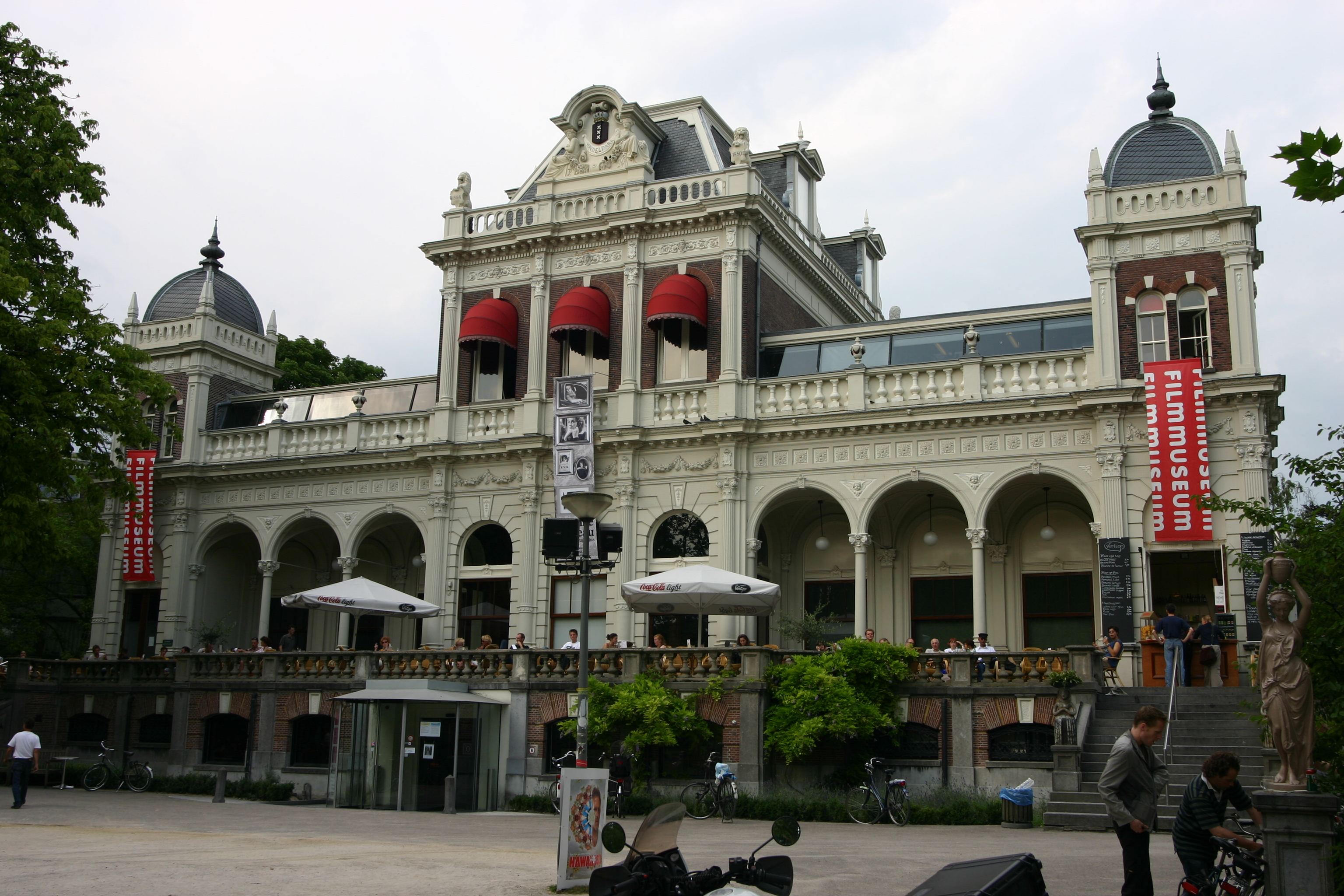
Vondelparkpaviljoen
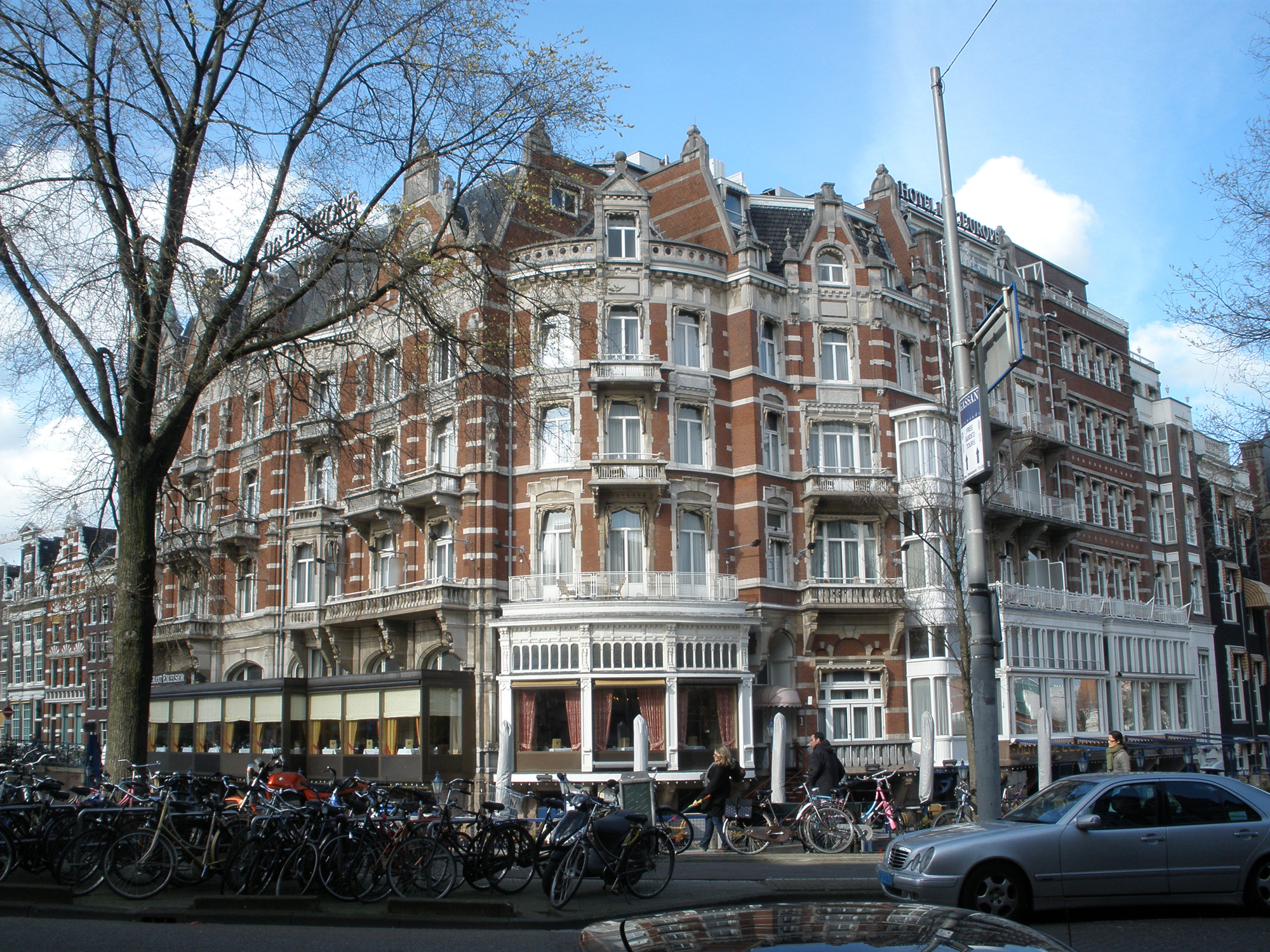
Hotel de l'Europe